# Nghịch lý thông tin lỗ đen

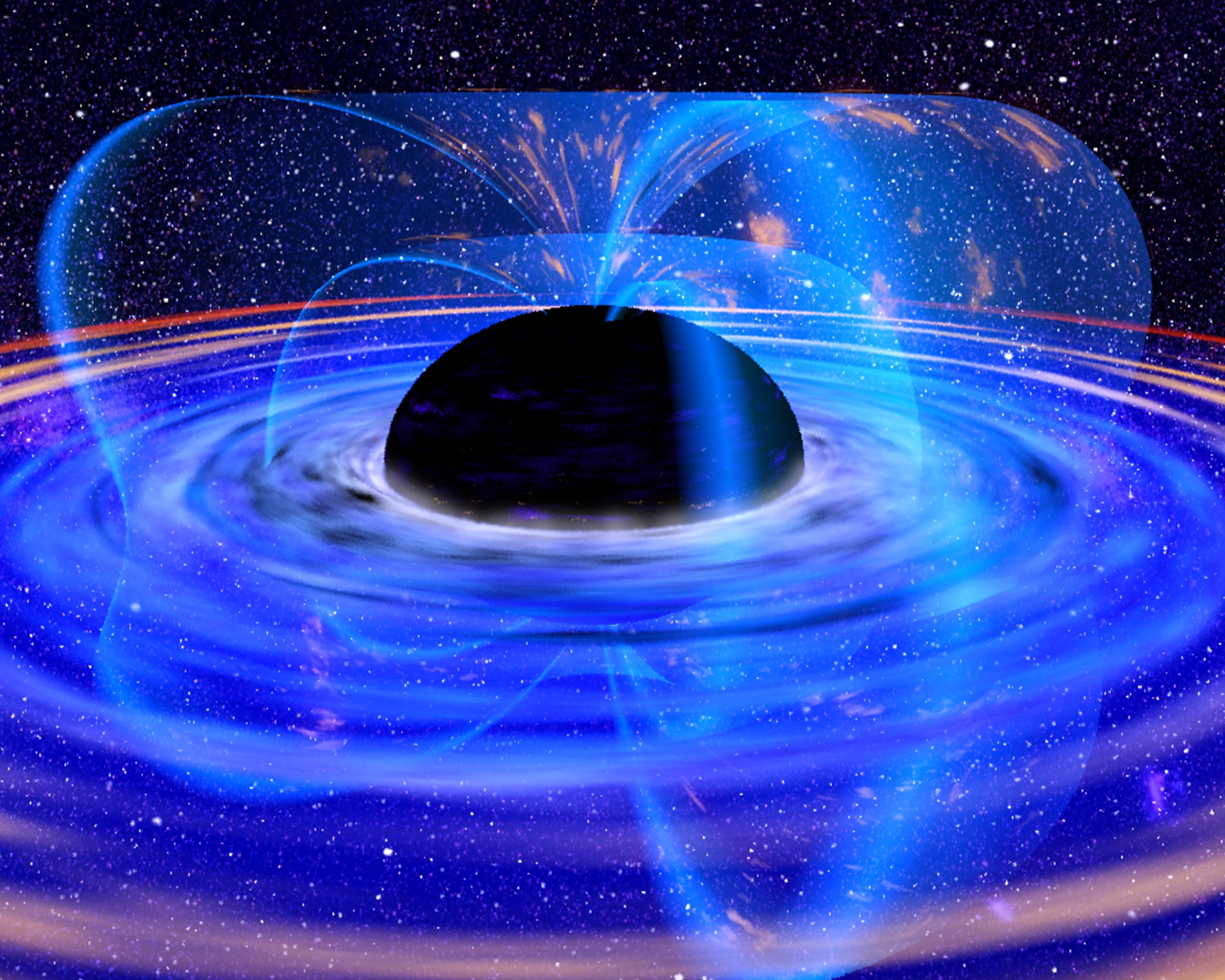

Đây là một hệ quả khó hiểu do chính Hawking rút ra từ các lý thuyết của ông xoay quanh việc giải thích hiện tượng lỗ đen.
Để giải thích được hiện tượng này, đòi hỏi có một lý thuyết mới thống nhất được giữa vật lý lượng tử và lý thuyết tương đối tổng quát. Stephen Hawking đã thành công trong việc đưa ra một lý thuyết mới giải thích được hiện tượng hố đen. Mặc dù lý thuyết này ban đầu đã được giới các nhà vật lý học chấp nhận rộng rãi trong các thập niên cuối thế kỉ 20 và còn được dùng để giải thích nguồn gốc lịch sử của vũ trụ, nó tiềm ẩn trong đó nhiều kết luận bất ngờ.
- Ban đầu, Hawking tin rằng hố đen có phát ra một dạng bức xạ năng lượng mang tên là bức xạ Hawking (Hawking radiation) và đây là nguyên do khiến cho một hố đen có thể bị "bốc hơi" (evaporate) và thậm chí là biến mất.
- Đến năm 1976, trong bài báo đăng trên Physical Review, Hawking lập luận xa hơn một bước có thể dẫn đến sụp đổ nền móng tin tưởng của các nhà vật lý hiện đại, đó là việc ông dựa trên lý thuyết của mình để kết luận rằng: "The breakdown of predictability in gravitational collapse" (tức là việc thất bại của các khả năng tiên đoán trong sự sụp đổ của lực hấp dẫn). Theo Hawking, không chỉ vật chất bị biến mất mà cả thông tin về mọi sự việc bên trong hố đen cũng bị biến mất. Và nếu như thế, thì khoa học sẽ không thể biết được quá khứ hay dự đoán tương lai. Một cách nôm na là khái niệm thời gian không thể có trong hố đen.

Đây chính là nội dung của nghịch lý đã tạo nhiều bàn cãi và tìm kiếm trong hơn hai thập niên, cho đến khi nhà toán học trẻ tuổi người Agentine Juan Maldacena chứng minh được rằng thông tin không bị mất trong lỗ đen.
Vào tháng 7 năm 2004, Hawking cuối cùng đã đưa ra một kết luận đi ngược với tin tưởng của ông trong suốt nhiều thập niên trước, và, với các tính toán mới, ông cho rằng trên chân trời sự kiện, tức là bề mặt của hố đen, các lượng tử dao động trong đó. Những dao động này sẽ lần lượt cho phép tất cả thông tin bên trong lỗ đen bị rỉ ra ngoài; do đó, cho phép chúng ta có được một bức tranh xác lập. Điều này giải quyết dứt điểm nghịch lý Hawking.